# Acura CL

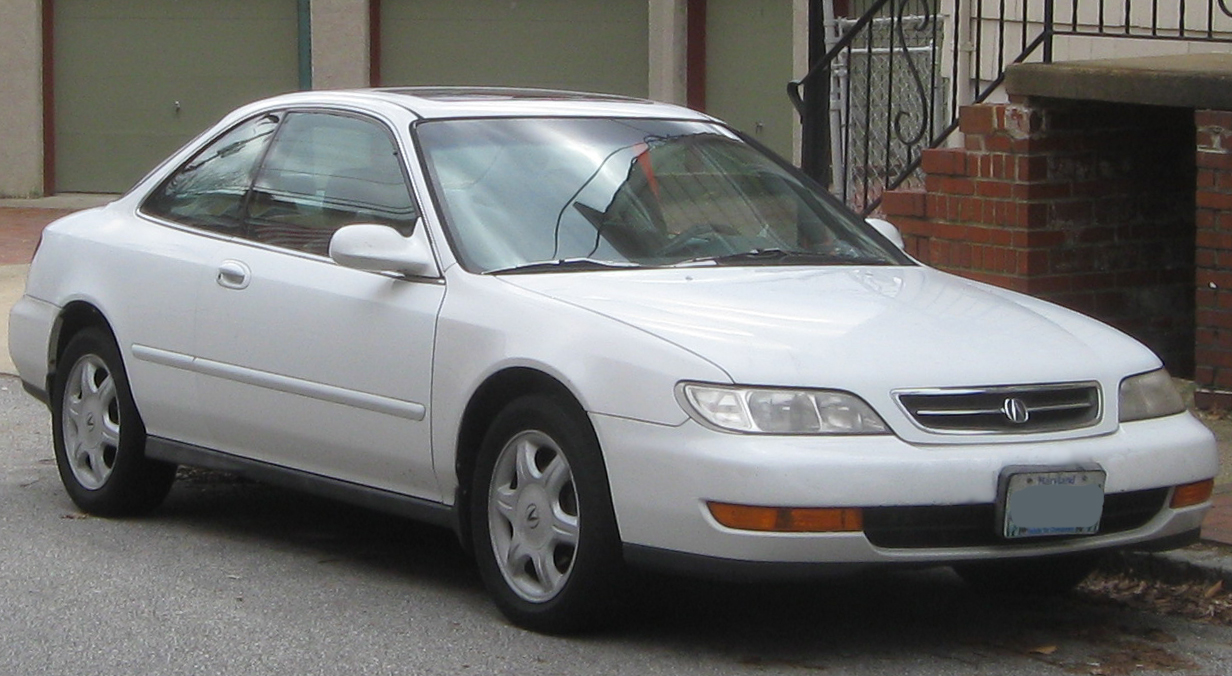
Acura CL (première génération).

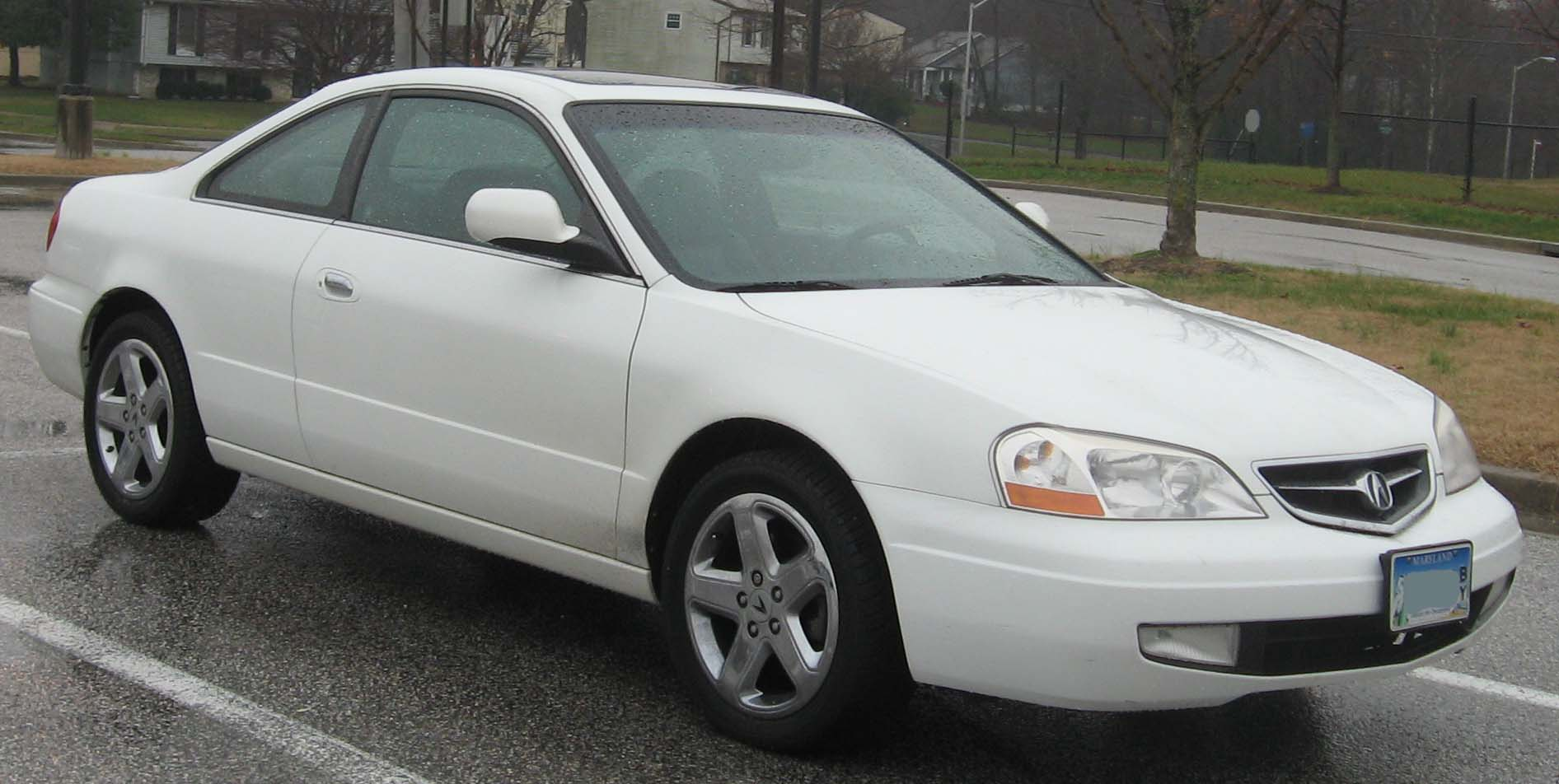
Acura CL (deuxième génération).

L'Acura CL est un coupé conçu par Honda et fabriqué par Acura de 1996 à 2003 aux États-Unis.

## Historique
- La CL a principalement été conçue pour remplacer la version coupé de l'Acura Legend. Mais avec l'avènement de la TL en 1996, qui remplaça directement la Vigor, la CL est plus précisément une version coupé de l'Acura TL.
- Toutes les Acura CL ont été construites par Honda dans l'usine de Marysville, en Ohio aux côtés de la TL et la Honda Accord. La CL a été le premier véhicule Acura à être construit aux États-Unis.

## Les différentes versions
La CL a été fabriqué en deux versions différentes.

### Première génération (1996 - 1999)

#### Les moteurs
- 1997 - 1999 : 3.0 L V6 - 200 ch (150 kW).
- 1997 : 2.2 L I4 - 145 ch (108 kW).
- 1998 - 1999 : 2,3 L I4 - 150 ch (112 kW).

## Culture populaire
La CL de deuxième génération est jouable dans les jeux vidéos suivants :
- Gran Turismo 6
- Gran Turismo 5
- Gran Turismo 4
- Gran Turismo 3: A-Spec
- Gran Turismo
- Forza Motorsport
- Ondarun

Elle est également utilisée par les personnages des films ou séries TV suivants :
- Unforgettable, épisode 1.22, 2011
- Guns, épisodes 1 et 2, 2008